# Intelligent Music Project
Intelligent Music Project je bolgarska superskupina, ki jo je leta 2012 ustanovil bolgarski poslovnež Milen Vrabevski. Bolgarijo so zastopali na tekmovanju za pesem Evrovizije 2022 s svojo pesmijo Intention.

## Zgodovina
Skupino je ustanovil bolgarski poslovnež Milen Vrabevski in vključuje vokaliste, kot je Simon Phillips, John Payne, Carl Sentance, Bobby Rondinelli in Todd Sucherman. Svoj debitantski album so izdali leta 2012. Njihov trenutni pevec je rock vokalist Ronnie Romero. Novembra 2021 je BNT razkril, da so bili izbrani za zastopanje Bolgarije na tekmovanju za pesem Evrovizije 2022 v Torinu. Njihova pesem Intention je izšla 5. decembra. Skupino sestavljajo vokalist Ronnie Romero, Bisser Ivanov, Slavin Slavcev, Ivo Stefanov, Dimitar Sirakov in Stojan Jankulov. Jankulov je Bolgarijo že zastopal v letih 2007 in 2013.

## Diskografija

### Album
- The Power of Mind (2012)
- My Kind o' Lovin' (2014)
- Touching the Divine (2015)
- Sorcery Inside (2018)
- Life Motion (2020)
- The Creation (2021)

### Pesmi
- Every Time (2020)
- I Know (2020)
- 'Listen (2021)
- Sometimes & Yesterdays That Mattered (2021)
- Intention (2021)